# Andre Agassi Tennis
Pour les articles homonymes, voir Agassi.
 (mars 2020).
Si vous disposez d'ouvrages ou d'articles de référence ou si vous connaissez des sites web de qualité traitant du thème abordé ici, merci de compléter l'article en donnant les références utiles à sa vérifiabilité et en les liant à la section « Notes et références ».
Andre Agassi Tennis est un jeu vidéo de tennis sorti en 1992 et fonctionne sur Game Gear, Master System, Mega Drive et Super Nintendo. Le jeu a été développé par TecMagik puis édité par TecMagik et Lance Investments.
Le jeu tient son nom du champion Andre Agassi.

## Versions
- 1992 : Mega Drive
- 1993 : Master System, Super Nintendo
- 1994 : Game Gear